# Любовникът ще отведе булката
„Смелият ще грабне булката“ (Dilwale Dulhania Le Jayenge) е индийски филм, чиято премиера се състои на 19 октомври 1995 година. Филмът е режисиран от Адитуа Чопра. Участват звездите Шах Рук Хан, Каджол и Амриш Пури.
В него има екшън, комедия, строг баща, настояващ за уредена женитба. Това е един от първите филми на Боливуд за живота на индийците извън Индия. Филмът е включен в кинощанда на Индия „Променянето на индийското кино“, който обиколя САЩ през юли и август 2004 година.

## Резюме
Внимание:  Текстът по-долу разкрива сюжета на произведението (или части от него)!
Радж и Симран, изиграни от Шах Рук Хан и Каджол, са млади индийци, живеещи във Великобритания. Двамата се срещат на пътешествие, по случай дипломирането на Симран и се влюбват. Симран се прибира вкъщи и разказва на семейството си за своя романс. Баща ѝ (Амриш Пури) няма нищо против женитбата по любов, но е решил твърдо да я омъжи за сина на най-добрия си приятел Кулджет. Майката на Симран иска да помогне на дъщеря си, но не може да повлияе на съпруга си. Симран е съкрушена.
Радж, обаче, не се предава толкова лесно. Той отива при Симран в Пенджаб и я уверява че ще я спаси от уредения брак. После се отказва да избяга със Симран, защото предпочита да се ожени за нея със съгласието на баща ѝ. Започва дори да помага за приготовленията за сватбата и скоро печели симпатиите на всички. Той крие упорито самоличността си. Сестрата на Кулджет се влюбва в Радж. Самоличността на Радж скоро е разкрита, тъй като бащата на Симран вижда снимка на дъщеря си и Радж. Той е ядосан, затова, че е изигран. Накрая бащата на Симран осъзнава, че любовта на младите е най-важна и пуска дъщеря си да замине с Радж.